# Joan Salvat-Papasseit
Joan Salvat i Papasseit (Barcelona, 16 de maig de 1894 - 7 d'agost de 1924) va ser un escriptor barceloní d'extracció humil, esperit rebel i altament autodidacte. Considerat un dels principals poetes d'avantguarda en català i molt influent a partir dels 1960s, va tenir també una prolífica activitat com a redactor d'articles de crítica social en català i castellà, simpatitzant amb els corrents anarquistes i socialistes de l'època. El seu estil enèrgic i impulsiu, optimista i vital, contrasta amb una vida d'obligada rutina i repòs deguda als problemes de salut. Va morir de tuberculosi als trenta anys, deixant una obra que durant dècades va ser poc coneguda.
A partir dels anys seixanta la seva figura va ser popularitzada sobretot gràcies a autors de la Nova Cançó que van posar música a alguns dels seus poemes. Avui dia és considerat un dels escriptors catalans clau del segle xx i el seu recull de poemes El poema de la rosa als llavis ha estat de lectura obligada a l'ensenyament secundari de Catalunya.

## Biografia

### Una infància difícil
Joan Baptista Miquel Josep Salvat i Papasseit fou fill de Joan Salvat Solanas, nascut a Barcelona, i Elvira Papasseit Orovitx, tots dos del barri de Sants. La mare Elvira era d’estirp gitana. Els seus avis paterns i materns procedien del Camp de Tarragona (Reus, la Selva del Camp, Miravet i el Pla de Cabra, respectivament). El 1901, amb set anys, va haver d'afrontar la mort accidental del seu pare, fogoner embarcat en el vapor Montevideo, de la Companyia Transatlàntica. La vídua va ingressar Joan i el seu germà Miquel durant cinc anys, del 1901 al 1906, a l’Asil Naval per a orfes de mariner. L’escola del nen va ser el Tornado, atracat al port fins al 1938, quan va ser destruït per l'aviació feixista, i que tant va estimar Salvat-Papasseit. Tret d'una breu estada als salesians, el futur escriptor mai no va anar a cap altra escola, i va aprendre a llegir i escriure a batzegades. Des de molt jove va haver de treballar en oficis com aprenent d'adroguer o tallista d'escultura religiosa. Arran d'aquesta darrera feina va començar a assistir a classes a la Llotja, però l'afició no va durar:
| «                                               | (...) la seva vocació de tallista es va esfumar com per encantament. Llavors, instintivament, agafant els papers que sempre portava a la butxaca per dibuixar, començà a escriure coses incoherents, deslligades, amb un estil sec, malforjat i cantellut, que fou sempre la tònica característica de la seva prosa. | » |
| — Emili Eroles, Memòries d'un llibre vell, 1971 | |   |

### L'adolescent activista polític i cultural
L'ambient social tens a Barcelona i especialment els fets de la Setmana Tràgica el 1909 van motivar la seva politització. L'any 1911 va conèixer el llibreter i simpatitzant anarquista Emili Eroles, que tenia una parada de llibres vells al Mercat de Santa Madrona. Allà va compartir tertúlia amb Joan Alavedra, Antoni Palau i altres apassionats dels llibres i la política. En aquest context va començar a llegir obres dels autors que, en la seva diversitat, anirien definint la seva línia ideològica i els seus temes d'interès: Nietzsche, Ibsen i Gorki, entre d'altres.
Eroles, Alavedra, Palau i Salvat es van afiliar a l'Ateneu Enciclopèdic Popular, entitat en la qual Salvat va arribar a ser secretari general, membre de la sessió de cultura i bibliotecari. L'Ateneu va facilitar-li l'accés a més lectures, tant de l'àmbit internacional (Lleó Tolstoi, Émile Zola, Piotr Kropotkin…) com català (Jaume Brossa, Valentí Almirall, Joaquín Costa, Jacint Verdaguer, Joan Maragall o Dídac Ruiz). Allà també va conèixer i escoltar en directe persones com Ortega y Gasset, Salvador Seguí i Rubinat, Francesc Layret, Marcel·lí Domingo, Gabriel Alomar, Andreu Nin, Lluís Companys, Peius Gener, Eugeni d'Ors, Josep Maria de Sucre, Àngel Samblancat i Joaquim Torres-Garcia, considerat el seu iniciador artístic en els moviments d'avantguarda. Va ser un dels representants del Vibracionisme.
També el 1911 els mateixos quatre amics van crear el Grup Antiflamenquista Pro-Cultura, associació informal que tenia com a objectiu la publicació de pamflets que enganxaven als carrers. Una tarda de diumenge van repartir fulls de mà en protesta de les curses de braus a la Plaça de les Arenes.
El 1912 va començar a festejar amb Carme Eleuterio i Ferrer, una noia del seu barri, amb qui es casà el 1918.
Amb el seu amic, Joan Alavedra, assisteix a les classes que el doctor Jordi Rubió ofereix als Estudis Universitaris Catalans. El 1913 va fer amistat amb Daniel Cardona, el qual va introduir-lo en els ambients nacionalistes radicals. El 1923 Salvat-Papasseit escrigué el pròleg del llibre de Cardona La Batalla, on el poeta ja manifesta una simpatia cap a posicionaments clarament separatistes.

### Redactor i editor de revistes

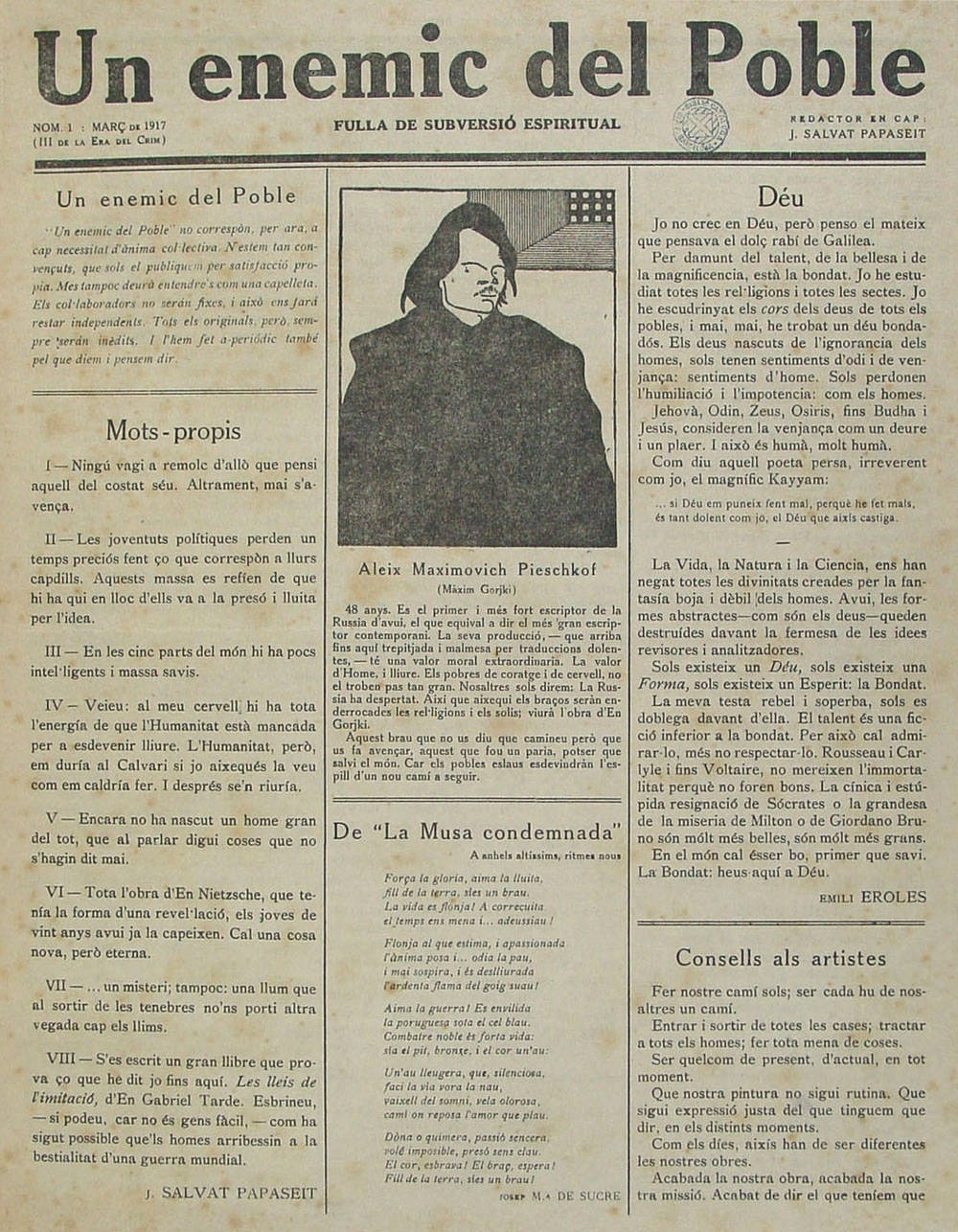
Portada del primer número de la publicació Un enemic del Poble (març del 1917)

El 1914 la seva afició a l'escriptura ja era consolidada i a finals d'any va entrar amb Eroles a la redacció de la revista llibertària Los Miserables, subtitulada Eco de los que sufren hambre y sed de justicia, en la qual col·laborarà fins al 1916. Aquesta revista "d'agressió i escàndol" era impulsada per Fernando Pintado, Àngel Samblancat, Amichatis, Emili Eroles i Lluís Capdevila. Va començar a signar els seus articles amb el pseudònim Gorkiano, per l'admiració que sentia per Màxim Gorki.
Aquestes col·laboracions no eren remunerades. Per tal d'obtenir ingressos va treballar entre el 1915 i el 1916 com a vigilant nocturn al Moll de la Fusta de Barcelona, activitat que anys més tard evocaria al poema Nocturn per a acordió. Llavors la seva salut ja començava a ser delicada, i les nits d'hivern al port no van ajudar.
Salvat es va afiliar a la Joventud Socialista Barcelonesa i va començar a col·laborar a les publicacions de l'entorn socialista Justicia Social, de Reus, i Sabadell Federal. En aquesta revista va publicar les Glosas de un socialista repartides en diverses entregues escrites durant el 1916.
El 1917 va començar a publicar el «full de subversió espiritual» Un enemic del Poble (nom pres del títol d'una obra de teatre d'Ibsen), que sortí fins al 1919. Salvat-Papasseit va ser-ne el redactor en cap i autor de diversos articles, escrits ja en català. La revista va comptar amb un equip força regular de col·laboradors. La temàtica principal va continuar essent política, abordant sobretot l'anarquisme i el pacifisme, però cada cop hi tingueren més cabuda els temes culturals i la creació literària.
El 1918 Joan Salvat va publicar una recopilació d'articles de caràcter polític redactats en castellà titulada Humo de Fábrica. El seu primer llibre, amb pròleg de Samblancat, va ser possible gràcies al suport de les Galeries Laietanes, on Salvat treballava. En l'epíleg d'aquesta obra Salvat insinua el seu pas de la crítica política a la creació poètica.

### La proliferació poètica i la salut precària

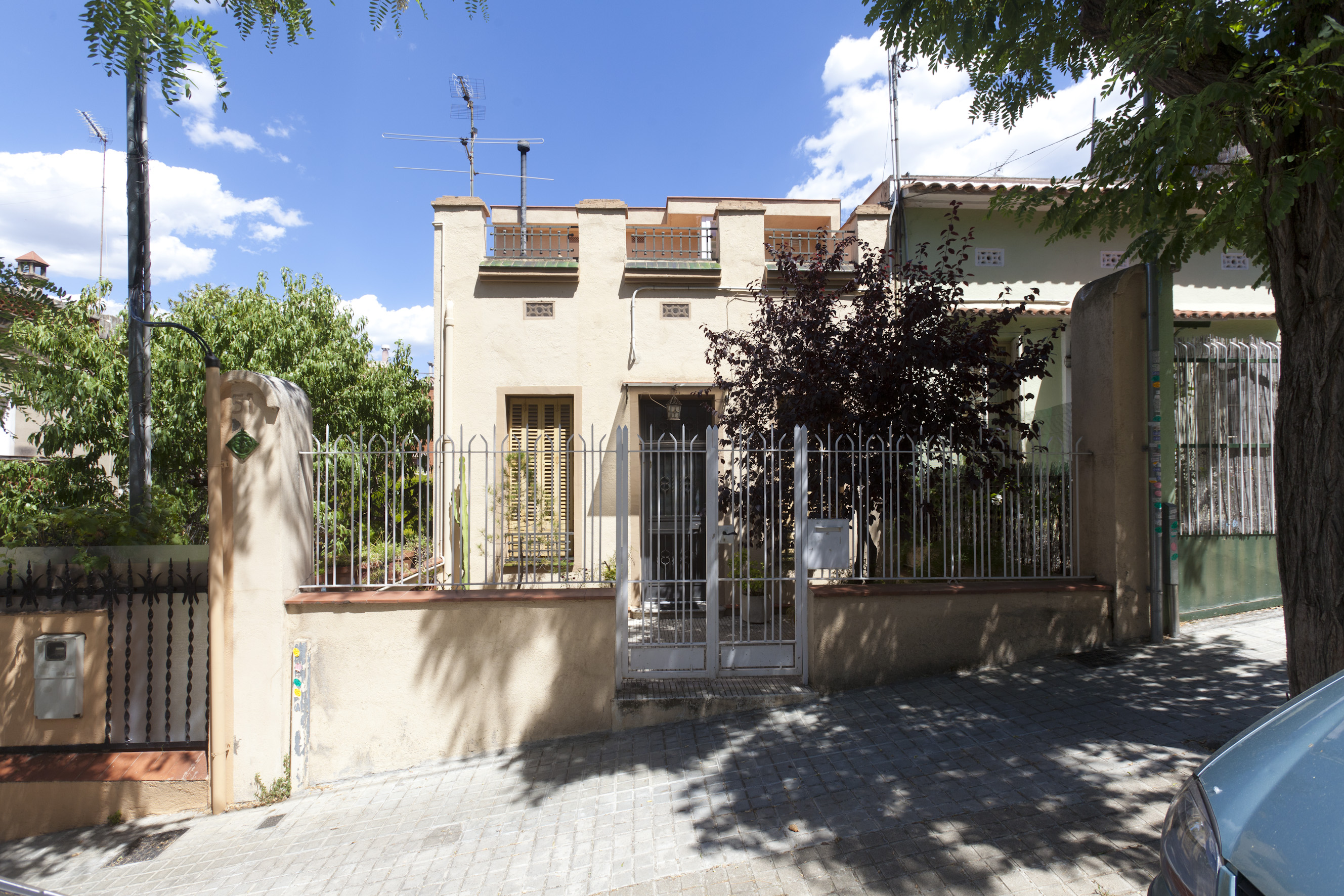
Casa del carrer de Can Pujolet, 51 (Horta-Guinardó, Barcelona), on visqué Joan Salvat-Papasseit l'any 1922.

Des del 1919 fou un escriptor totalment en català. Durant una temporada de 1922 va viure a la torreta del carrer de Can Pujolet, 51, d'Horta-Guinardó (Barcelona) per refer-se de la tuberculosi. En el llibre Els nens de la meva escala, deixaria escrit: «Oh, com fa bo! De l'hort de casa s'albira el Montseny. Tant com és clar i quiet el dia, i retallat, el Parc de Catalunya apareix ple de neu!», una visió que ara resulta com una evocació literària, ja que els blocs de pisos fa anys que han fet malbé les bones vistes.
Morí de tuberculosi als trenta anys. Sota el seu coixí van trobar una sèrie de poemes inèdits que van ser ordenats per Agustí Esclasans i publicats pel promotor artístic Joan Merli el 1925 sota el títol Óssa Menor.

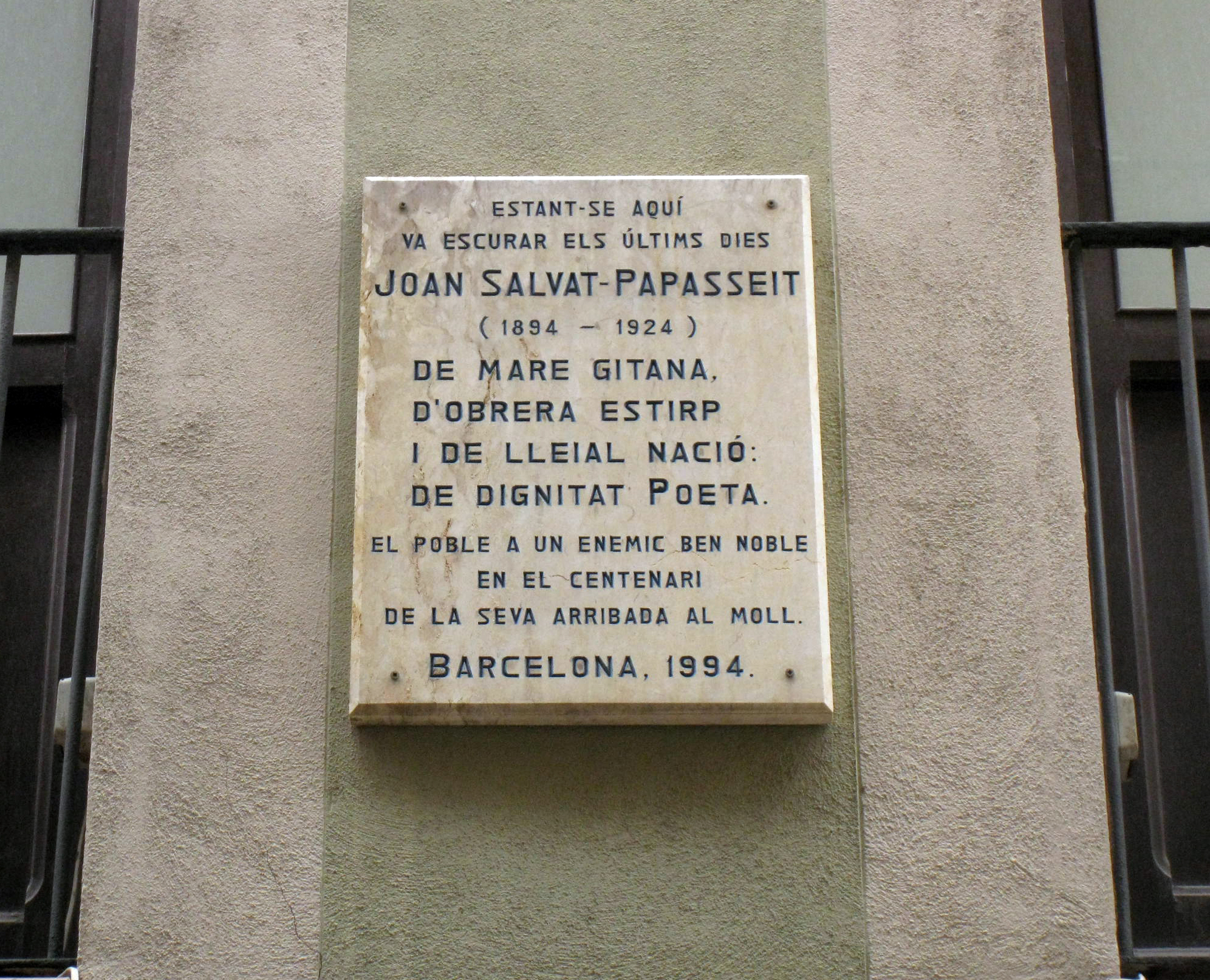
Placa en record de Joan Salvat-Papasseit al carrer Argenteria de Barcelona

Optimista fins al darrer moment, Salvat gairebé no transmet als poemes el seu delicat estat de salut. La seva convalescència es va deixar entreveure en comptades ocasions, a «Tot l'enyor de demà» (de L'irradiador del Port i les gavines), que tracta el tema del malalt que té ganes de llevar-se, i «L'ofici que més m'agrada» (d'Óssa Menor), on, impedit per al treball físic, exposa la bellesa de cinc oficis. L'única ocasió en la qual tracta directament el tema de la mort és al poema Missenyora la Mort, publicat a La Columna de Foc el 1919.

## Estil literari

### Avantguardisme i acadèmia

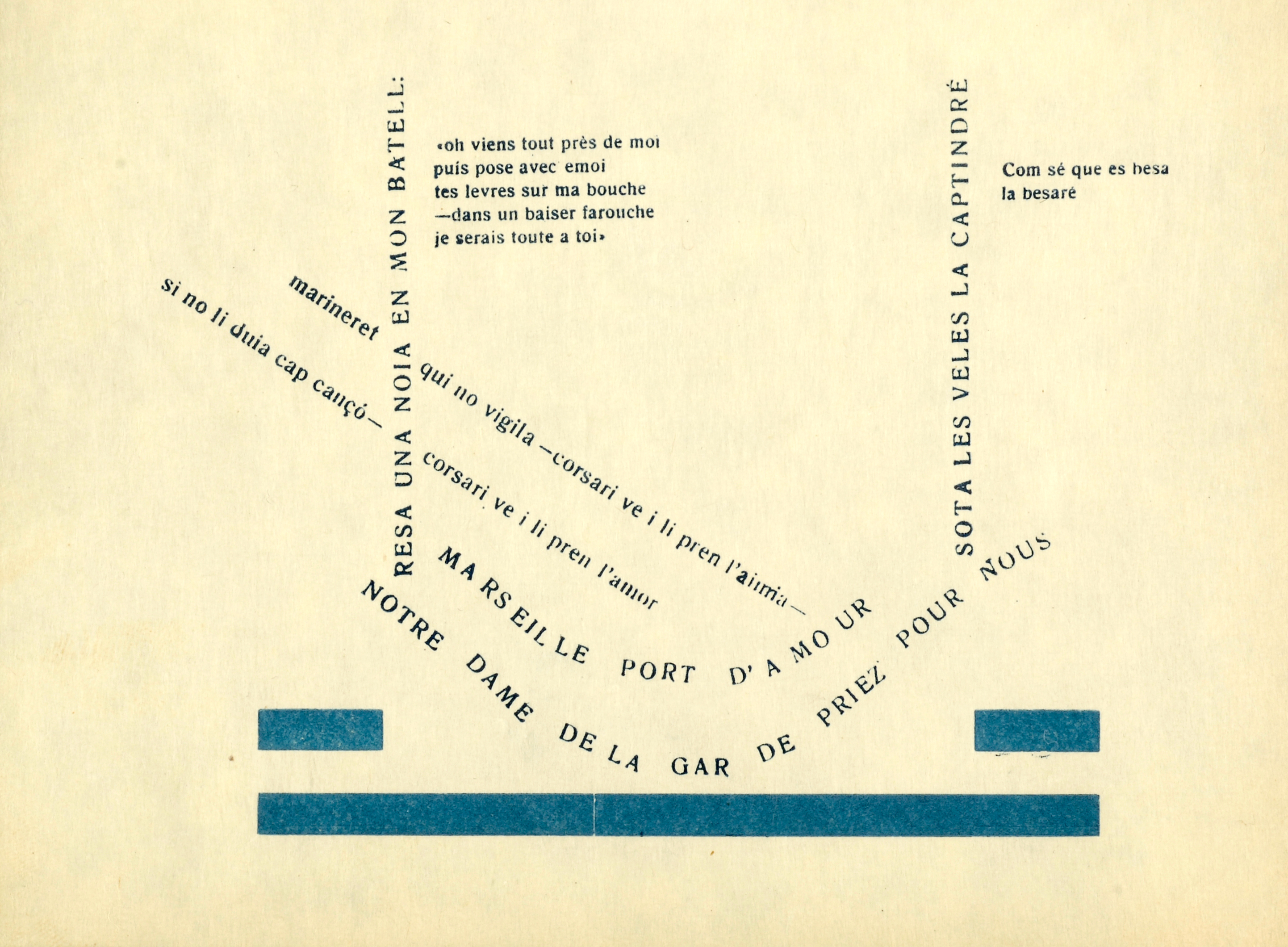
Cal·ligrama 2 del llibre El poema de la rosa als llavis (1923)

Fou un dels principals poetes de la literatura d'avantguarda. Va ser influït pels cal·ligrames d'Apollinaire i pel futurisme de Marinetti, notablement en els seus primers llibres, on és palesa l'atracció que en els futuristes provocaven els invents: el telègraf, les ones hertzianes, el tramvia, etcètera.
Desenvolupà una línia lírica que l'acosta a la poesia popular -la cançó- i a l'evolució que va portar a terme part del moviment noucentista, amb el qual manté més relacions que les esperades. Tot i que va començar com a poeta avantguardista, escrivint cal·ligrames, finalment deriva cap a formes clàssiques.
La trajectòria de Joan Salvat-Papasseit convida a especular cap on hauria evolucionat el seu estil. De manera significativa, la seva obra pòstuma Óssa Menor duia el subtítol Fi dels poemes d'avantguarda. El mes de desembre de 2010 l'Arts Santa Mònica de Barcelona li va dedicar l'exposició Salvat-Papasseit.Poetavanguardistacatalà, comissariada per Maia Creus i Pilar Bonet.

### Temes
Salvat-Papasseit va partir de la seva realitat quotidiana i de les novetats que li arribaven a través de la premsa o de cartes per a elaborar tant els seus escrits en prosa com bona part de la seva poesia: «sóc, com home de lletres, d'imaginació escassa, més aviat elemental; tot ho he vist o viscut», va escriure. A aquests elements quotidians hi aplicava la seva sensibilitat i passió, destacant detalls i situacions que convertien un instant en una vivència única i especial. «Encara no he escrit mai sense mullar la ploma al cor, esbatanat», afirma en el mateix escrit.
El tractament de l'amor i l'erotisme és un tret distintiu de la poesia de Salvat-Papasseit, particularment el llibre El poema de La rosa als llavis. El mar, el port, el mariner, el pirata i l'ambient mariner formen una línia temàtica marcada per un esperit nòmada i aventurer. Bona part de la seva vida va transcórrer prop del mar, concretament prop del Port de Barcelona. També va marcar-lo la figura del seu pare, mariner mort en alta mar.
Va mostrar un gran amor i respecte als infants, en els quals veia les esperances d'un futur millor. Va lloar la nova generació de pedagogs, l'expansió de l'escola pública en català i els artistes que treballaven per als nens. La major part de relats i poemes relacionats amb aquest tema van ser publicats a la revista infantil La Mainada el 1921. També s'han conservat desenes de postals que va escriure a les seves filles Salomé i Núria des de les seves estades a diversos ambulatoris.

## Creences i ideologies
Joan Salvat va ser una persona d'opinions polítiques i ideològiques marcades, tot i que canviants i fins i tot contradictòries. Durant un temps va militar en les files socialistes, tot i que el seu tarannà individualista i el sistemàtic rebuig a programes polítics el va moure a posicions anarquistes. De tota manera Joan Salvat no va tenir ni va defensar mai una línia política unívoca, movent-se durant diferents èpoques entre el cristianisme, el socialisme, l'anarquisme i el catalanisme independentista.
Un element ideològic comú al llarg de la seva vida va ser la defensa de l'educació i la cultura com a eines bàsiques de revolta i emancipació, ja fos nacional o de classe. En el centre de les seves crítiques van estar tant els repressors de la cultura com aquells que la ignoraven. Els seus escrits més viscerals contra Espanya es van basar en els atacs contra la cultura i l'exaltació de la incultura, del flamenquisme, que, al seu entendre, promovia la classe governant espanyola.

## Salvat-Papasseit a la cultura popular
Als anys seixanta, quan l'obra impresa de Salvat-Papasseit encara tenia molt poca circulació, alguns dels seus poemes van ser recuperats en cercles catalanistes, i principalment d'esquerres a través de lectures enregistrades i versions musicades.

### Poemes recitats
El primer poema enregistrat del qual hom té constància és Nadal, recitat per Rafael Vidal i Folch a Antologia poètica de Nadal el 1963. El 1964, Josep Palau i Fabre i Jordi Sarsanedas van publicar el disc Joan Salvat-Papasseit, poemes, on recullen deu poesies la majoria de les quals serien musicades en els anys següents pels impulsors de la Nova Cançó: Res no és mesquí, Tot l'enyor de demà, Nadal, Nocturn, Perquè has vingut, Nocturn per a acordió, Si anessis lluny, Omega, Pantalons llargs i L'ofici que més m'agrada.
Núria Espert va enregistrar L'ofici que més m'agrada al disc Poetes catalans contemporanis (1966) i Nocturn per a acordió a Els poetes expliquen la Catalunya moderna (1967). Tres dècades més tard, el 1998, va ser publicada una altra monografia de poemes recitats, amb format de llibre i CD: Pesombra (Poemes d'amor, passió i mort), de Sílvia Brossa, Óscar Rabadán, Mercè Recacha i Lluís Soler.

### Poemes musicats
Molts dels seus poemes han estat musicats, començant per les primeres composicions d'Eduard Toldrà i arribant a la popularitat amb els autors de la Nova Cançó als anys 60 i 70. Eduard Toldrà va ser el primer músic i compositor que va posar música als poemes de Salvat-Papasseit. El 1927 va guanyar el premi Concepció Rabell amb un recull de poemes musicats de diversos autors catalans que incloïa Platxèria. Aquesta versió va ser enregistrada per Manuel Ausensi dins Canciones catalanas (1957) i ha estat gravada posteriorment per les sopranos Montserrat Caballé (Eduard Toldrà, 1963 i Montserrat Caballé a la Unesco, 1982) i Carme Bustamante (Orquestra de Cambra de l'Empordà, 1990). El 1936 Toldrà obtingué el premi Isaac Albéniz, instituït per la Generalitat de Catalunya, per La rosa als llavis, recull de sis poemes que dedicà a la soprano Conxita Badia. Els poemes seleccionats van ser Si anessis lluny, Mocador d'olor, I el seu esguard, I el vent deixava, Seré a ta cambra, amiga i Visca l'amor. L'obra musical hagué d'esperar onze anys a ser estrenada, fins que Conxita Badia no tornà de l'exili. Montserrat Caballé va publicar el recull en el mencionat disc Eduard Toldrà (1963).

Al principi de la Nova Cançó, Martí Llauradó i Rafael Subirachs van musicar poemes seus. El 1968, Guillermina Motta inclou dos poemes seus (Visca l'amor i Mester d'amor) en el disc Visca l'amor. El 1975 Ovidi Montllor li va dedicar el disc Salvat-Papasseit per Ovidi Montllor. El 1977 Joan Manuel Serrat va editar el disc Res no és mesquí, on musicava un recull de poemes i incloïa temes ja musicats per Martí Llauradó, Rafael Subirachs i Guillermina Motta. També li dedicà la Cançó per a Joan Salvat-Papasseit, on mesclava textos propis amb els del poeta: "I no sóc modest i estic enamorat d'aquests ulls meus petits..." El tema més reeixit és Res no és mesquí, que dona nom a l'àlbum. El 1996, el mateix Serrat, recull poemes de Salvat, musicats pels cantants esmentats anteriorment, en el disc Banda sonora d'un temps, d'un país. Lluís Llach va posar música al poema La casa que vull en el seu disc I si canto trist... (1974). Aquesta cançó va ser recollida en el recital Poetes, enregistrat en CD/DVD el 2004, on el cantautor feia un repàs dels poetes catalans que havien marcat la seva carrera.

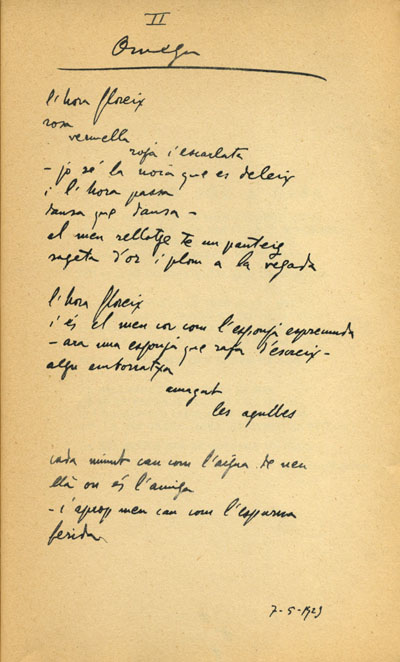
Versió manuscrita d'Omega, poema publicat pòstumament al llibre Óssa Menor

El 2002 va sortir a França l'àlbum Arc Voltaic, de poemes d'en Salvat-Papasseit (més un de J.V. Foix dedicat al poeta en qüestió), musicats i cantats per l'escriptor de la Franja Carles Andreu amb música de François Tusques (piano) i d'altres (clarinet, saxofon, violoncel), i llibret amb traduccions al francès d'Annie Andreu-Laroche i Carles Andreu.
Altres veus populars que han enregistrat poemes recitats o cantats de Salvat-Papasseit són Ramon Muntaner (La meva amiga com un vaixell blanc) Maria del Mar Bonet, Loquillo, Feliu Ventura, Toti Soler i Josep Tero, entre d'altres.

## Obra

### Poesia
- Poemes en ondes hertzianes (1919)
- L'irradiador del Port i les gavines (1921)
- Les conspiracions (1922)
- La gesta dels estels (1922)
- El poema de La rosa als llavis (1923)
- Óssa Menor. Fi dels poemes d'avantguarda (1925, edició pòstuma)
- Poemes esparsos:
  - Amada, amada (1918, publicada a Un enemic del Poble)
  - (Le tréfonds des très forts et le faible des autres) (1919, publicada a Un enemic del Poble)
  - Missenyora la Mort (1919, publicada a La Columna de Foc)
  - És tot fosc i jo al llit (1919, publicada a La Columna de Foc)
  - Cançó de l'amor efímera (1920, publicada a El Dia)
  - El bell assoliment (1920, publicada a El Dia)
  - Cançó futura (1921, publicada a Proa)
  - Quan sóc a casa (1922, publicada a La Mainada. Calendari per a 1923)
  - Les gorges (1923, publicada a Pont Blau el 1954)
  - He vist el noi del cèrcol

### Prosa
- Mots Propis (1917) i altres escrits publicats a Un enemic del Poble (1916-1919)
- Humo de fábrica (1918)
- Articles i manifests (no exhaustiu):
  - Glosas de un socialista (1916)
  - Concepte del Poeta (1919)
  - Contra els poetes amb minúscula - Primer manifest català futurista (1920)
  - Pròleg de La Batalla, llibre de Daniel Cardona i Civit (1923)
  - Notes biogràfiques (1934, edició pòstuma)

### Narrativa infantil i juvenil
- Els nens de la meva escala; Dites d'infants (1926)

### Narrativa breu
- Una nit de Nadal (1926, publicat a La Publicitat)